# Ovojnični glikoprotein gp41
Ovojnični glikoprotein gp41 ali samo gp41 je del beljakovinskega kompleksa na ovojnici virusa HIV in tudi na primer virusa opičje-humane imunske pomankljivosti (SHIV), ki je laboratorijsko pripravljen virus, ki vsebuje komponente virusa HIV in virusa SIV. Glikoprotein gp41 je nekovalentno vezan na ovojnični glikoprotein gp120 in je pomemben pri vstopu virusa v gostiteljevo celico. Nahaja se v virusni ovojnici, vendar ko se gp120 veže na receptor CD4, se gp120 konformacijsko spremeni, kar povzroči, da postane gp41 izpostavljen na površini, kjer potem lahko sodeluje pri zlitju z membrano gostiteljeve celice.
Glikoprotein gp41 je zapisan v genu Env, vendar ta gen nima zapisa posebej za gp41 in za gp120, temveč za skupno predhodniško beljakovino gp160, ki se nato tekom reprodukcije virusa razcepi s pomočjo gostiteljevih encimov na gp120 in gp41.

## gp41 kot biološka tarča
Protivirusne učinkovine iz skupine zaviralcev zlitja, na primer enfuvirtid, zavrejo zlitje virusa s celico tako, da se vežejo na gp41.
V kliničnih raziskavah pa so poliklonska kaprinska protitelesa, ki delujejo med drugimi biološkimi tarčami tudi na gp41. Gre za nov razred potencialnih učinkovin za zdravljenje okužbe z virusom HIV.